# Segurado
Segurado é a pessoa física ou jurídica que, tendo interesse segurável, contrata um seguro, em seu benefício pessoal ou de terceiros. É a pessoa em relação à qual a seguradora assume a responsabilidade de determinados riscos.
No Regime Geral de Previdência Social do Brasil, segurado é a pessoa física diretamente vinculada ao sistema previdenciário, em virtude do pagamento de contribuição destinada ao custeio de benefícios e serviços. Os segurados são classificados de acordo com a natureza de sua contribuição (obrigatória ou facultativa), sendo, portanto, segurados obrigatórios ou segurados facultativos.